# 都市計画道路青毛下早見線
都市計画道路青毛下早見線（としけいかくどうろ あおげしもはやみせん）は、埼玉県久喜市の都市計画道路である。

## 概要
- 起点・終点の自治体
  - 埼玉県久喜市（起点）
  - 久喜市（終点）
- 通過する自治体
  - 久喜市
- 制限速度：全区間40 km/h
- 路線延長：約1.8 km
- 愛称として「いちょう通り」とも称される。

この都市計画道路青毛下早見線は吉羽土地区画整理事業が行われた際に整備された都市計画道路である。2004年（平成16年）3月に埼玉県道85号春日部久喜線（都市計画道路杉戸久喜線）までの約100 mの延伸区間が開通している。その後、久喜東四丁目交差点以南の約120 mについて四間通り（埼玉県道85号春日部久喜線旧道）まで取付道路が整備されている。歩道には旧久喜市の時代より市の木であるイチョウが約255本植樹されている。このため愛称として「いちょう通り」と称されている。この道路は久喜市の管理上は「市道久喜12号線」、都市計画上では「3・4・7青毛下早見線 16M」となっている。現在、埼玉県道153号幸手久喜線（幸手新道・久喜新道）「喜橋交差点」以北より鷲宮区域・桜田地区の都市計画道路産業団地線まで延伸が計画されており、栗橋区域の埼玉県道316号阿佐間幸手線に至る久喜市内の東北本線（宇都宮線）東側における幹線道路として整備計画案がなされている。

## 主な交差する道路
- 埼玉県道153号幸手久喜線（幸手新道・久喜新道） - 喜橋交差点
- 図書館通り（市道）
- 都市計画道路久喜東停車場線（市道：東口大通り［延伸計画中］）
- 六間通り（市道久喜1号線）
- 埼玉県道85号春日部久喜線（都市計画道路杉戸久喜線） - 久喜東四丁目交差点

## 主な交差する河川
- 稲荷台用水（吉羽土地区画整理事業時に埋立）
- 新規堀用水（暗渠）
- 中堀落川（いちょう通りの下は埋立）
- 掛堀用水（暗渠）
- 中落堀川（向地大橋）

## 沿道（周辺）の主な施設
- 久喜市立太田小学校
- 埼玉東部消防組合東分署
- 吉羽浄水場
- おやまの公園
- 高田公園
- 久喜市立中央図書館
- 久喜市立児童センター
- 明王院
- 高輪寺（高輪寺遺跡）
- 稲荷神社
- 西児童公園
- 向地児童公園
- 東中継ポンプ場
- 東武伊勢崎線